# Campeonato Paulista de Futebol de 2018 - Série A1
A Série A1 do Campeonato Paulista de Futebol de 2018, ou Paulistão Itaipava 2018, por motivos de patrocínio, foi a 78.ª edição do campeonato organizado pela Federação Paulista de Futebol da principal divisão do futebol paulista. Foi disputada por 16 clubes entre os dias 17 de janeiro e 8 de abril.
O campeonato foi vencido pelo Corinthians, que levou a melhor sobre o vice-campeão Palmeiras.
Também foi marcada por ter a volta do clube São Caetano, clube que foi campeão em 2004 e que não disputava a elite desde 2013. Também voltou o clube Bragantino, que foi campeão em 1990 e esteve na série A2 na edição de 2017.

## Regulamento
O campeonato foi disputado por dezesseis clubes divididos em quatro grupos. Na primeira fase, os times se enfrentaram apenas os clubes dos outros grupos, totalizando doze rodadas. Os dois melhores classificados de cada chave avançararam às quartas-de-final, que foram disputadas em dois jogos, com o mando de campo do clube de melhor campanha na primeira fase. Em caso de empate no tempo regulamentar, o confronto teria que ser decidido nas penalidades. As semifinais e finais aconteceram em dois jogos e, em caso de empate em pontos (uma vitória para cada time ou dois empates), o primeiro critério de desempate seria o saldo de gols na fase final.
Os dois primeiros colocados e o vencedor do Troféu do Interior ganham o direito de disputar a Copa do Brasil de 2019. Os dois times que somarem menos pontos na primeira fase serão rebaixados, independentemente dos grupos em que jogarem. Também ficou decidida a volta do Troféu do Interior, que ganhou uma importância maior, ao dar para o time vencedor uma vaga na Copa do Brasil, sendo que os quatro grandes (Palmeiras, Corinthians, São Paulo e Santos) não poderão participar do torneio. Os classificados terão que ficar entre a 9ª e a 14ª colocação na tabela de classificação.
Além disso, os três clubes mais bem classificados que não pertençam a nenhuma divisão do Campeonato Brasileiro terão vaga na Série D de 2019. Caso entre esses estejam as seguintes equipes: Corinthians, Palmeiras, São Paulo, Santos,  Ponte Preta, São Bento, Bragantino ou Botafogo-SP, cada um deles estará automaticamente fora da disputa, abrindo espaço para uma outra equipe. 

### Critérios de desempate
Caso haja empate de pontos entre dois clubes, os critérios de desempates são aplicados na seguinte ordem:

1. Número de vitórias

2. Saldo de gols

3. Gols marcados

4. Número de cartões vermelhos

5. Número de cartões amarelos

6. Sorteio

## Equipes participantes
| Aumento | Equipes promovidas da Série A2 de 2017 |

| - Equipe        | Cidade             | Em 2017 | Estádio                   | Material Esportivo | Títulos             |
| --------------- | ------------------ | ------- | ------------------------- | ------------------ | ------------------- |
| Botafogo-SP     | Ribeirão Preto     | 6º      | Santa Cruz                | Kanxa              | 0                   |
| Bragantino      | Bragança Paulista  | 2º (A2) | Nabi Abi Chedid           | Rhumell            | 1 ( em 1990)        |
| Corinthians     | São Paulo          | 1º      | Arena Corinthians         | Nike               | 28 (último em 2017) |
| Ferroviária     | Araraquara         | 12º     | Fonte Luminosa            | Lupo               | 0                   |
| Ituano          | Itu                | 9º      | Novelli Júnior            | Kanxa              | 2 (último em 2014)  |
| Linense         | Lins               | 7º      | Gilberto Siqueira Lopes   | Karilu             | 0                   |
| Mirassol        | Mirassol           | 11º     | José Maria de Campos Maia | Nakal              | 0                   |
| Novorizontino   | Novo Horizonte     | 8º      | Jorge Ismael de Biasi     | Aktion Sports      | 0                   |
| Palmeiras       | São Paulo          | 3º      | Allianz Parque            | Adidas             | 22 (último em 2008) |
| Ponte Preta     | Campinas           | 2º      | Moisés Lucarelli          | Adidas             | 0                   |
| Red Bull Brasil | Campinas           | 13º     | Moisés Lucarelli          | Nike               | 0                   |
| Santo André     | Santo André        | 10º     | Bruno José Daniel         | Kanxa              | 0                   |
| Santos          | Santos             | 5º      | Vila Belmiro              | Kappa              | 22 (último em 2016) |
| São Bento       | Sorocaba           | 14º     | Walter Ribeiro            | Joma               | 0                   |
| São Caetano     | São Caetano do Sul | 1º (A2) | Anacletto Campanella      | Kanxa              | 1 ( em 2004)        |
| São Paulo       | São Paulo          | 4º      | Morumbi                   | Under Armour       | 21 (último em 2005) |

## Estádios
| | Bragantino | Botafogo-SP | Corinthians | Ferroviária |                         |
| --- | --- | --- | --- | --- | ----------------------- |
| Nabi Abi Chedid | Santa Cruz | Arena Corinthians | Arena da Fonte | |                         |
| Capacidade: 17 128 | Capacidade: 29 292 | Capacidade: 47 605 | Capacidade: 20 000 | |                         |
| | | | | |                         |
| Ituano | \| Ituano Mirassol Bragantino São Bento São Paulo Campinas Novorizontino Linense Botafogo Santos Ferroviária Santo André S. Caetano Equipes de Campinas: Ponte Preta Red Bull Equipes de São Paulo: Palmeiras São Paulo CorinthiansLocalização das equipes participantes da Série A1 de 2018. Grupos: A / B / C / D \| | \| Ituano Mirassol Bragantino São Bento São Paulo Campinas Novorizontino Linense Botafogo Santos Ferroviária Santo André S. Caetano Equipes de Campinas: Ponte Preta Red Bull Equipes de São Paulo: Palmeiras São Paulo CorinthiansLocalização das equipes participantes da Série A1 de 2018. Grupos: A / B / C / D \| | \| Ituano Mirassol Bragantino São Bento São Paulo Campinas Novorizontino Linense Botafogo Santos Ferroviária Santo André S. Caetano Equipes de Campinas: Ponte Preta Red Bull Equipes de São Paulo: Palmeiras São Paulo CorinthiansLocalização das equipes participantes da Série A1 de 2018. Grupos: A / B / C / D \| | \| Ituano Mirassol Bragantino São Bento São Paulo Campinas Novorizontino Linense Botafogo Santos Ferroviária Santo André S. Caetano Equipes de Campinas: Ponte Preta Red Bull Equipes de São Paulo: Palmeiras São Paulo CorinthiansLocalização das equipes participantes da Série A1 de 2018. Grupos: A / B / C / D \| | Linense                 |
| Novelli Júnior | \| Ituano Mirassol Bragantino São Bento São Paulo Campinas Novorizontino Linense Botafogo Santos Ferroviária Santo André S. Caetano Equipes de Campinas: Ponte Preta Red Bull Equipes de São Paulo: Palmeiras São Paulo CorinthiansLocalização das equipes participantes da Série A1 de 2018. Grupos: A / B / C / D \| | \| Ituano Mirassol Bragantino São Bento São Paulo Campinas Novorizontino Linense Botafogo Santos Ferroviária Santo André S. Caetano Equipes de Campinas: Ponte Preta Red Bull Equipes de São Paulo: Palmeiras São Paulo CorinthiansLocalização das equipes participantes da Série A1 de 2018. Grupos: A / B / C / D \| | \| Ituano Mirassol Bragantino São Bento São Paulo Campinas Novorizontino Linense Botafogo Santos Ferroviária Santo André S. Caetano Equipes de Campinas: Ponte Preta Red Bull Equipes de São Paulo: Palmeiras São Paulo CorinthiansLocalização das equipes participantes da Série A1 de 2018. Grupos: A / B / C / D \| | \| Ituano Mirassol Bragantino São Bento São Paulo Campinas Novorizontino Linense Botafogo Santos Ferroviária Santo André S. Caetano Equipes de Campinas: Ponte Preta Red Bull Equipes de São Paulo: Palmeiras São Paulo CorinthiansLocalização das equipes participantes da Série A1 de 2018. Grupos: A / B / C / D \| | Gilberto Siqueira Lopes |
| Capacidade: 18 560 | \| Ituano Mirassol Bragantino São Bento São Paulo Campinas Novorizontino Linense Botafogo Santos Ferroviária Santo André S. Caetano Equipes de Campinas: Ponte Preta Red Bull Equipes de São Paulo: Palmeiras São Paulo CorinthiansLocalização das equipes participantes da Série A1 de 2018. Grupos: A / B / C / D \| | \| Ituano Mirassol Bragantino São Bento São Paulo Campinas Novorizontino Linense Botafogo Santos Ferroviária Santo André S. Caetano Equipes de Campinas: Ponte Preta Red Bull Equipes de São Paulo: Palmeiras São Paulo CorinthiansLocalização das equipes participantes da Série A1 de 2018. Grupos: A / B / C / D \| | \| Ituano Mirassol Bragantino São Bento São Paulo Campinas Novorizontino Linense Botafogo Santos Ferroviária Santo André S. Caetano Equipes de Campinas: Ponte Preta Red Bull Equipes de São Paulo: Palmeiras São Paulo CorinthiansLocalização das equipes participantes da Série A1 de 2018. Grupos: A / B / C / D \| | \| Ituano Mirassol Bragantino São Bento São Paulo Campinas Novorizontino Linense Botafogo Santos Ferroviária Santo André S. Caetano Equipes de Campinas: Ponte Preta Red Bull Equipes de São Paulo: Palmeiras São Paulo CorinthiansLocalização das equipes participantes da Série A1 de 2018. Grupos: A / B / C / D \| | Capacidade: 15 770      |
| | \| Ituano Mirassol Bragantino São Bento São Paulo Campinas Novorizontino Linense Botafogo Santos Ferroviária Santo André S. Caetano Equipes de Campinas: Ponte Preta Red Bull Equipes de São Paulo: Palmeiras São Paulo CorinthiansLocalização das equipes participantes da Série A1 de 2018. Grupos: A / B / C / D \| | \| Ituano Mirassol Bragantino São Bento São Paulo Campinas Novorizontino Linense Botafogo Santos Ferroviária Santo André S. Caetano Equipes de Campinas: Ponte Preta Red Bull Equipes de São Paulo: Palmeiras São Paulo CorinthiansLocalização das equipes participantes da Série A1 de 2018. Grupos: A / B / C / D \| | \| Ituano Mirassol Bragantino São Bento São Paulo Campinas Novorizontino Linense Botafogo Santos Ferroviária Santo André S. Caetano Equipes de Campinas: Ponte Preta Red Bull Equipes de São Paulo: Palmeiras São Paulo CorinthiansLocalização das equipes participantes da Série A1 de 2018. Grupos: A / B / C / D \| | \| Ituano Mirassol Bragantino São Bento São Paulo Campinas Novorizontino Linense Botafogo Santos Ferroviária Santo André S. Caetano Equipes de Campinas: Ponte Preta Red Bull Equipes de São Paulo: Palmeiras São Paulo CorinthiansLocalização das equipes participantes da Série A1 de 2018. Grupos: A / B / C / D \| |                         |
| Mirassol | \| Ituano Mirassol Bragantino São Bento São Paulo Campinas Novorizontino Linense Botafogo Santos Ferroviária Santo André S. Caetano Equipes de Campinas: Ponte Preta Red Bull Equipes de São Paulo: Palmeiras São Paulo CorinthiansLocalização das equipes participantes da Série A1 de 2018. Grupos: A / B / C / D \| | \| Ituano Mirassol Bragantino São Bento São Paulo Campinas Novorizontino Linense Botafogo Santos Ferroviária Santo André S. Caetano Equipes de Campinas: Ponte Preta Red Bull Equipes de São Paulo: Palmeiras São Paulo CorinthiansLocalização das equipes participantes da Série A1 de 2018. Grupos: A / B / C / D \| | \| Ituano Mirassol Bragantino São Bento São Paulo Campinas Novorizontino Linense Botafogo Santos Ferroviária Santo André S. Caetano Equipes de Campinas: Ponte Preta Red Bull Equipes de São Paulo: Palmeiras São Paulo CorinthiansLocalização das equipes participantes da Série A1 de 2018. Grupos: A / B / C / D \| | \| Ituano Mirassol Bragantino São Bento São Paulo Campinas Novorizontino Linense Botafogo Santos Ferroviária Santo André S. Caetano Equipes de Campinas: Ponte Preta Red Bull Equipes de São Paulo: Palmeiras São Paulo CorinthiansLocalização das equipes participantes da Série A1 de 2018. Grupos: A / B / C / D \| | Novorizontino           |
| José Maria de Campos Maia | \| Ituano Mirassol Bragantino São Bento São Paulo Campinas Novorizontino Linense Botafogo Santos Ferroviária Santo André S. Caetano Equipes de Campinas: Ponte Preta Red Bull Equipes de São Paulo: Palmeiras São Paulo CorinthiansLocalização das equipes participantes da Série A1 de 2018. Grupos: A / B / C / D \| | \| Ituano Mirassol Bragantino São Bento São Paulo Campinas Novorizontino Linense Botafogo Santos Ferroviária Santo André S. Caetano Equipes de Campinas: Ponte Preta Red Bull Equipes de São Paulo: Palmeiras São Paulo CorinthiansLocalização das equipes participantes da Série A1 de 2018. Grupos: A / B / C / D \| | \| Ituano Mirassol Bragantino São Bento São Paulo Campinas Novorizontino Linense Botafogo Santos Ferroviária Santo André S. Caetano Equipes de Campinas: Ponte Preta Red Bull Equipes de São Paulo: Palmeiras São Paulo CorinthiansLocalização das equipes participantes da Série A1 de 2018. Grupos: A / B / C / D \| | \| Ituano Mirassol Bragantino São Bento São Paulo Campinas Novorizontino Linense Botafogo Santos Ferroviária Santo André S. Caetano Equipes de Campinas: Ponte Preta Red Bull Equipes de São Paulo: Palmeiras São Paulo CorinthiansLocalização das equipes participantes da Série A1 de 2018. Grupos: A / B / C / D \| |                         |
| Capacidade: 15 000 | \| Ituano Mirassol Bragantino São Bento São Paulo Campinas Novorizontino Linense Botafogo Santos Ferroviária Santo André S. Caetano Equipes de Campinas: Ponte Preta Red Bull Equipes de São Paulo: Palmeiras São Paulo CorinthiansLocalização das equipes participantes da Série A1 de 2018. Grupos: A / B / C / D \| | \| Ituano Mirassol Bragantino São Bento São Paulo Campinas Novorizontino Linense Botafogo Santos Ferroviária Santo André S. Caetano Equipes de Campinas: Ponte Preta Red Bull Equipes de São Paulo: Palmeiras São Paulo CorinthiansLocalização das equipes participantes da Série A1 de 2018. Grupos: A / B / C / D \| | \| Ituano Mirassol Bragantino São Bento São Paulo Campinas Novorizontino Linense Botafogo Santos Ferroviária Santo André S. Caetano Equipes de Campinas: Ponte Preta Red Bull Equipes de São Paulo: Palmeiras São Paulo CorinthiansLocalização das equipes participantes da Série A1 de 2018. Grupos: A / B / C / D \| | \| Ituano Mirassol Bragantino São Bento São Paulo Campinas Novorizontino Linense Botafogo Santos Ferroviária Santo André S. Caetano Equipes de Campinas: Ponte Preta Red Bull Equipes de São Paulo: Palmeiras São Paulo CorinthiansLocalização das equipes participantes da Série A1 de 2018. Grupos: A / B / C / D \| | Capacidade: 12 398      |
| | \| Ituano Mirassol Bragantino São Bento São Paulo Campinas Novorizontino Linense Botafogo Santos Ferroviária Santo André S. Caetano Equipes de Campinas: Ponte Preta Red Bull Equipes de São Paulo: Palmeiras São Paulo CorinthiansLocalização das equipes participantes da Série A1 de 2018. Grupos: A / B / C / D \| | \| Ituano Mirassol Bragantino São Bento São Paulo Campinas Novorizontino Linense Botafogo Santos Ferroviária Santo André S. Caetano Equipes de Campinas: Ponte Preta Red Bull Equipes de São Paulo: Palmeiras São Paulo CorinthiansLocalização das equipes participantes da Série A1 de 2018. Grupos: A / B / C / D \| | \| Ituano Mirassol Bragantino São Bento São Paulo Campinas Novorizontino Linense Botafogo Santos Ferroviária Santo André S. Caetano Equipes de Campinas: Ponte Preta Red Bull Equipes de São Paulo: Palmeiras São Paulo CorinthiansLocalização das equipes participantes da Série A1 de 2018. Grupos: A / B / C / D \| | \| Ituano Mirassol Bragantino São Bento São Paulo Campinas Novorizontino Linense Botafogo Santos Ferroviária Santo André S. Caetano Equipes de Campinas: Ponte Preta Red Bull Equipes de São Paulo: Palmeiras São Paulo CorinthiansLocalização das equipes participantes da Série A1 de 2018. Grupos: A / B / C / D \| |                         |
| Palmeiras | \| Ituano Mirassol Bragantino São Bento São Paulo Campinas Novorizontino Linense Botafogo Santos Ferroviária Santo André S. Caetano Equipes de Campinas: Ponte Preta Red Bull Equipes de São Paulo: Palmeiras São Paulo CorinthiansLocalização das equipes participantes da Série A1 de 2018. Grupos: A / B / C / D \| | \| Ituano Mirassol Bragantino São Bento São Paulo Campinas Novorizontino Linense Botafogo Santos Ferroviária Santo André S. Caetano Equipes de Campinas: Ponte Preta Red Bull Equipes de São Paulo: Palmeiras São Paulo CorinthiansLocalização das equipes participantes da Série A1 de 2018. Grupos: A / B / C / D \| | \| Ituano Mirassol Bragantino São Bento São Paulo Campinas Novorizontino Linense Botafogo Santos Ferroviária Santo André S. Caetano Equipes de Campinas: Ponte Preta Red Bull Equipes de São Paulo: Palmeiras São Paulo CorinthiansLocalização das equipes participantes da Série A1 de 2018. Grupos: A / B / C / D \| | \| Ituano Mirassol Bragantino São Bento São Paulo Campinas Novorizontino Linense Botafogo Santos Ferroviária Santo André S. Caetano Equipes de Campinas: Ponte Preta Red Bull Equipes de São Paulo: Palmeiras São Paulo CorinthiansLocalização das equipes participantes da Série A1 de 2018. Grupos: A / B / C / D \| | Ponte Preta             |
| Allianz Parque | \| Ituano Mirassol Bragantino São Bento São Paulo Campinas Novorizontino Linense Botafogo Santos Ferroviária Santo André S. Caetano Equipes de Campinas: Ponte Preta Red Bull Equipes de São Paulo: Palmeiras São Paulo CorinthiansLocalização das equipes participantes da Série A1 de 2018. Grupos: A / B / C / D \| | \| Ituano Mirassol Bragantino São Bento São Paulo Campinas Novorizontino Linense Botafogo Santos Ferroviária Santo André S. Caetano Equipes de Campinas: Ponte Preta Red Bull Equipes de São Paulo: Palmeiras São Paulo CorinthiansLocalização das equipes participantes da Série A1 de 2018. Grupos: A / B / C / D \| | \| Ituano Mirassol Bragantino São Bento São Paulo Campinas Novorizontino Linense Botafogo Santos Ferroviária Santo André S. Caetano Equipes de Campinas: Ponte Preta Red Bull Equipes de São Paulo: Palmeiras São Paulo CorinthiansLocalização das equipes participantes da Série A1 de 2018. Grupos: A / B / C / D \| | \| Ituano Mirassol Bragantino São Bento São Paulo Campinas Novorizontino Linense Botafogo Santos Ferroviária Santo André S. Caetano Equipes de Campinas: Ponte Preta Red Bull Equipes de São Paulo: Palmeiras São Paulo CorinthiansLocalização das equipes participantes da Série A1 de 2018. Grupos: A / B / C / D \| | Moisés Lucarelli        |
| Capacidade: 43 713 | \| Ituano Mirassol Bragantino São Bento São Paulo Campinas Novorizontino Linense Botafogo Santos Ferroviária Santo André S. Caetano Equipes de Campinas: Ponte Preta Red Bull Equipes de São Paulo: Palmeiras São Paulo CorinthiansLocalização das equipes participantes da Série A1 de 2018. Grupos: A / B / C / D \| | \| Ituano Mirassol Bragantino São Bento São Paulo Campinas Novorizontino Linense Botafogo Santos Ferroviária Santo André S. Caetano Equipes de Campinas: Ponte Preta Red Bull Equipes de São Paulo: Palmeiras São Paulo CorinthiansLocalização das equipes participantes da Série A1 de 2018. Grupos: A / B / C / D \| | \| Ituano Mirassol Bragantino São Bento São Paulo Campinas Novorizontino Linense Botafogo Santos Ferroviária Santo André S. Caetano Equipes de Campinas: Ponte Preta Red Bull Equipes de São Paulo: Palmeiras São Paulo CorinthiansLocalização das equipes participantes da Série A1 de 2018. Grupos: A / B / C / D \| | \| Ituano Mirassol Bragantino São Bento São Paulo Campinas Novorizontino Linense Botafogo Santos Ferroviária Santo André S. Caetano Equipes de Campinas: Ponte Preta Red Bull Equipes de São Paulo: Palmeiras São Paulo CorinthiansLocalização das equipes participantes da Série A1 de 2018. Grupos: A / B / C / D \| | Capacidade: 19 728      |
| | \| Ituano Mirassol Bragantino São Bento São Paulo Campinas Novorizontino Linense Botafogo Santos Ferroviária Santo André S. Caetano Equipes de Campinas: Ponte Preta Red Bull Equipes de São Paulo: Palmeiras São Paulo CorinthiansLocalização das equipes participantes da Série A1 de 2018. Grupos: A / B / C / D \| | \| Ituano Mirassol Bragantino São Bento São Paulo Campinas Novorizontino Linense Botafogo Santos Ferroviária Santo André S. Caetano Equipes de Campinas: Ponte Preta Red Bull Equipes de São Paulo: Palmeiras São Paulo CorinthiansLocalização das equipes participantes da Série A1 de 2018. Grupos: A / B / C / D \| | \| Ituano Mirassol Bragantino São Bento São Paulo Campinas Novorizontino Linense Botafogo Santos Ferroviária Santo André S. Caetano Equipes de Campinas: Ponte Preta Red Bull Equipes de São Paulo: Palmeiras São Paulo CorinthiansLocalização das equipes participantes da Série A1 de 2018. Grupos: A / B / C / D \| | \| Ituano Mirassol Bragantino São Bento São Paulo Campinas Novorizontino Linense Botafogo Santos Ferroviária Santo André S. Caetano Equipes de Campinas: Ponte Preta Red Bull Equipes de São Paulo: Palmeiras São Paulo CorinthiansLocalização das equipes participantes da Série A1 de 2018. Grupos: A / B / C / D \| |                         |
| Red Bull Brasil | \| Ituano Mirassol Bragantino São Bento São Paulo Campinas Novorizontino Linense Botafogo Santos Ferroviária Santo André S. Caetano Equipes de Campinas: Ponte Preta Red Bull Equipes de São Paulo: Palmeiras São Paulo CorinthiansLocalização das equipes participantes da Série A1 de 2018. Grupos: A / B / C / D \| | \| Ituano Mirassol Bragantino São Bento São Paulo Campinas Novorizontino Linense Botafogo Santos Ferroviária Santo André S. Caetano Equipes de Campinas: Ponte Preta Red Bull Equipes de São Paulo: Palmeiras São Paulo CorinthiansLocalização das equipes participantes da Série A1 de 2018. Grupos: A / B / C / D \| | \| Ituano Mirassol Bragantino São Bento São Paulo Campinas Novorizontino Linense Botafogo Santos Ferroviária Santo André S. Caetano Equipes de Campinas: Ponte Preta Red Bull Equipes de São Paulo: Palmeiras São Paulo CorinthiansLocalização das equipes participantes da Série A1 de 2018. Grupos: A / B / C / D \| | \| Ituano Mirassol Bragantino São Bento São Paulo Campinas Novorizontino Linense Botafogo Santos Ferroviária Santo André S. Caetano Equipes de Campinas: Ponte Preta Red Bull Equipes de São Paulo: Palmeiras São Paulo CorinthiansLocalização das equipes participantes da Série A1 de 2018. Grupos: A / B / C / D \| | Santo André             |
| Moisés Lucarelli | \| Ituano Mirassol Bragantino São Bento São Paulo Campinas Novorizontino Linense Botafogo Santos Ferroviária Santo André S. Caetano Equipes de Campinas: Ponte Preta Red Bull Equipes de São Paulo: Palmeiras São Paulo CorinthiansLocalização das equipes participantes da Série A1 de 2018. Grupos: A / B / C / D \| | \| Ituano Mirassol Bragantino São Bento São Paulo Campinas Novorizontino Linense Botafogo Santos Ferroviária Santo André S. Caetano Equipes de Campinas: Ponte Preta Red Bull Equipes de São Paulo: Palmeiras São Paulo CorinthiansLocalização das equipes participantes da Série A1 de 2018. Grupos: A / B / C / D \| | \| Ituano Mirassol Bragantino São Bento São Paulo Campinas Novorizontino Linense Botafogo Santos Ferroviária Santo André S. Caetano Equipes de Campinas: Ponte Preta Red Bull Equipes de São Paulo: Palmeiras São Paulo CorinthiansLocalização das equipes participantes da Série A1 de 2018. Grupos: A / B / C / D \| | \| Ituano Mirassol Bragantino São Bento São Paulo Campinas Novorizontino Linense Botafogo Santos Ferroviária Santo André S. Caetano Equipes de Campinas: Ponte Preta Red Bull Equipes de São Paulo: Palmeiras São Paulo CorinthiansLocalização das equipes participantes da Série A1 de 2018. Grupos: A / B / C / D \| | Bruno José Daniel       |
| Capacidade: 19 728 | \| Ituano Mirassol Bragantino São Bento São Paulo Campinas Novorizontino Linense Botafogo Santos Ferroviária Santo André S. Caetano Equipes de Campinas: Ponte Preta Red Bull Equipes de São Paulo: Palmeiras São Paulo CorinthiansLocalização das equipes participantes da Série A1 de 2018. Grupos: A / B / C / D \| | \| Ituano Mirassol Bragantino São Bento São Paulo Campinas Novorizontino Linense Botafogo Santos Ferroviária Santo André S. Caetano Equipes de Campinas: Ponte Preta Red Bull Equipes de São Paulo: Palmeiras São Paulo CorinthiansLocalização das equipes participantes da Série A1 de 2018. Grupos: A / B / C / D \| | \| Ituano Mirassol Bragantino São Bento São Paulo Campinas Novorizontino Linense Botafogo Santos Ferroviária Santo André S. Caetano Equipes de Campinas: Ponte Preta Red Bull Equipes de São Paulo: Palmeiras São Paulo CorinthiansLocalização das equipes participantes da Série A1 de 2018. Grupos: A / B / C / D \| | \| Ituano Mirassol Bragantino São Bento São Paulo Campinas Novorizontino Linense Botafogo Santos Ferroviária Santo André S. Caetano Equipes de Campinas: Ponte Preta Red Bull Equipes de São Paulo: Palmeiras São Paulo CorinthiansLocalização das equipes participantes da Série A1 de 2018. Grupos: A / B / C / D \| | Capacidade: 8 000       |
| | \| Ituano Mirassol Bragantino São Bento São Paulo Campinas Novorizontino Linense Botafogo Santos Ferroviária Santo André S. Caetano Equipes de Campinas: Ponte Preta Red Bull Equipes de São Paulo: Palmeiras São Paulo CorinthiansLocalização das equipes participantes da Série A1 de 2018. Grupos: A / B / C / D \| | \| Ituano Mirassol Bragantino São Bento São Paulo Campinas Novorizontino Linense Botafogo Santos Ferroviária Santo André S. Caetano Equipes de Campinas: Ponte Preta Red Bull Equipes de São Paulo: Palmeiras São Paulo CorinthiansLocalização das equipes participantes da Série A1 de 2018. Grupos: A / B / C / D \| | \| Ituano Mirassol Bragantino São Bento São Paulo Campinas Novorizontino Linense Botafogo Santos Ferroviária Santo André S. Caetano Equipes de Campinas: Ponte Preta Red Bull Equipes de São Paulo: Palmeiras São Paulo CorinthiansLocalização das equipes participantes da Série A1 de 2018. Grupos: A / B / C / D \| | \| Ituano Mirassol Bragantino São Bento São Paulo Campinas Novorizontino Linense Botafogo Santos Ferroviária Santo André S. Caetano Equipes de Campinas: Ponte Preta Red Bull Equipes de São Paulo: Palmeiras São Paulo CorinthiansLocalização das equipes participantes da Série A1 de 2018. Grupos: A / B / C / D \| |                         |
| | Santos | São Bento | São Caetano | São Paulo |                         |
| Vila Belmiro | Walter Ribeiro | Anacletto Campanella | Morumbi | |                         |
| Capacidade: 16 798 | Capacidade: 13 772 | Capacidade: 14 440 | Capacidade: 72 039 | |                         |
| | | | | |                         |
| Ituano Mirassol Bragantino São Bento São Paulo Campinas Novorizontino Linense Botafogo Santos Ferroviária Santo André S. Caetano Equipes de Campinas: Ponte Preta Red Bull Equipes de São Paulo: Palmeiras São Paulo CorinthiansLocalização das equipes participantes da Série A1 de 2018. Grupos: A / B / C / D | | | | |                         |

### Outros estádios
Além dos estádios de mando usual, outros estádios foram utilizados devido a punições de perda de mando de campo impostas pelo Superior Tribunal de Justiça Desportiva ou por conta de problemas de interdição dos estádios usuais ou simplesmente por opção dos clubes em mandar seus jogos em outros locais, geralmente buscando uma melhor renda
- Pacaembu
(São Paulo)

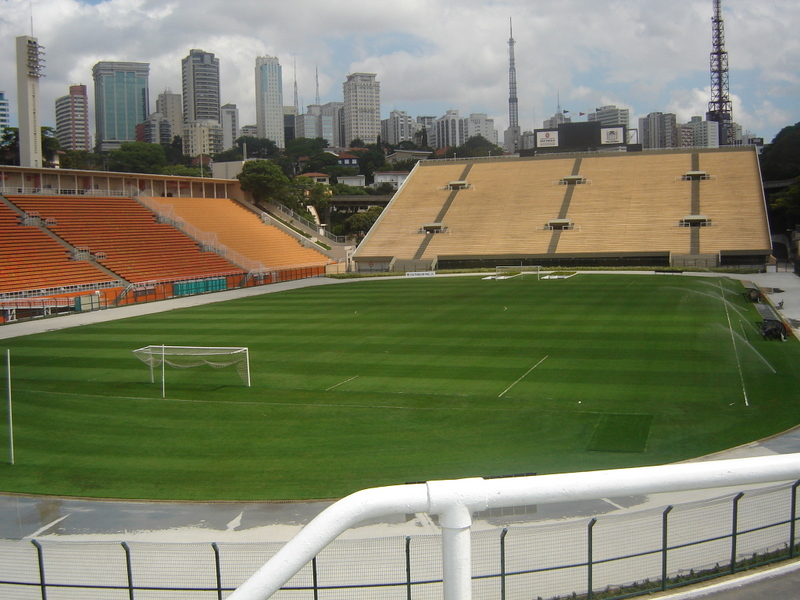
Pacaembu (São Paulo)

Também foi utilizado o Primeiro de Maio (São Bernardo do Campo)

## Primeira fase

### Grupo A
|  | v d e |

### Grupo B
|  | v d e |

### Grupo C
|  | v d e |

### Grupo D
|  | v d e |

## Confrontos (primeira fase)
|                 | BOT | BRG | COR | FER | ITU | LIN | MIR | NOV | PAL | PON | RBB | SNT | SAN | SBN | SCA | SPA |
| --------------- | --- | --- | --- | --- | --- | --- | --- | --- | --- | --- | --- | --- | --- | --- | --- | --- |
| Botafogo        | —   |     | 0–2 |     | 1–0 | 1–1 |     | 3–1 | 0–1 | 1–1 |     |     |     |     |     |     |
| Bragantino      | 2–0 | —   |     |     |     |     | 0–0 | 2–1 | 0–2 |     |     |     |     | 0–1 | 1–1 |     |
| Corinthians     |     |     | —   | 2–1 |     |     | 1–0 |     | 2–0 | 0–1 |     |     |     | 0–1 |     | 2–1 |
| Ferroviária     | 1–2 | 0–0 |     | —   | 1–1 |     | 2–2 |     |     |     |     | 2–1 | 2–2 |     |     |     |
| Ituano          |     |     |     |     | —   |     |     |     | 0–3 | 1–1 | 1–0 | 0–0 |     |     | 3–1 | 2–1 |
| Linense         |     |     |     | 1–2 |     | —   |     | 2–3 |     |     |     | 1–0 | 0–3 |     | 0–2 | 1–2 |
| Mirassol        |     |     |     |     | 1–1 | 1–1 | —   |     | 0–2 | 1–0 |     |     |     | 0–0 |     | 0–2 |
| Novorizontino   |     |     | 0–1 |     | 3–2 |     | 3–1 | —   |     |     | 0–2 |     | 2–1 |     | 1–0 |     |
| Palmeiras       |     |     |     |     |     | 2–2 |     |     | —   |     | 2–1 | 3–1 | 2–1 |     | 0–1 | 2–0 |
| Ponte Preta     |     | 0–1 |     | 0–0 |     | 0–1 |     | 1–1 | 0–0 | —   |     |     | 1–2 |     |     |     |
| Red Bull Brasil |     | 0–0 | 1–1 | 0–0 |     | 2–1 |     |     |     | 0–0 | —   |     |     | 0–0 |     |     |
| Santo André     | 0–1 | 1–1 | 2–1 |     |     |     | 1–1 | 2–3 |     |     | 1–1 | —   |     |     |     |     |
| Santos          |     | 0–1 | 1–1 |     | 1–1 |     |     |     |     |     |     | 2–0 | —   | 1–3 | 2–0 |     |
| São Bento       | 0–0 |     |     |     | 0–1 | 2–2 |     |     |     | 0–1 |     | 2–2 |     | —   |     | 2–0 |
| São Caetano     | 0–0 |     | 0–4 | 1–0 |     |     | 0–2 |     |     |     | 1–1 |     |     | 1–0 | —   |     |
| São Paulo       | 2–0 | 1–0 |     | 0–0 |     |     |     | 0–0 |     |     | 3–1 |     | 0–1 |     |     | —   |

| Vitória do mandante; Vitória do visitante; Empate. | Em vermelho os jogos da próxima rodada; Em negrito os jogos "clássicos". |

## Desempenho por rodada

### Grupo A
Clubes que lideraram o Grupo A ao final de cada rodada:
| 1   | 2   | 3   | 4   | 5   | 6   | 7   | 8   | 9   | 10  | 11  | 12  |
| ITU | BRG | COR | COR | COR | COR | COR | COR | COR | COR | COR | COR |

Clubes que ficaram na lanterna no Grupo A ao final de cada rodada:
| 1   | 2 | 3 | 4 | 5 | 6 | 7 | 8 | 9 | 10 | 11 | 12 |
| LIN |   |   |   |   |   |   |   |   |    |    |    |

### Grupo B
Clubes que lideraram o Grupo B ao final de cada rodada:
| 1   | 2   | 3   | 4   | 5   | 6   | 7   | 8   | 9   | 10  | 11  | 12  |
| PON | PON | SPA | PON | SPA | SPA | SPA | SPA | SPA | SPA | SPA | SPA |

Clubes que ficaram na lanterna no Grupo B ao final de cada rodada:
| 1   | 2   | 3   | 4   | 5   | 6   | 7   | 8   | 9   | 10  | 11  | 12  |
| SPA | SCA | SAD | SAD | SCA | SCA | SCA | SCA | SAD | SAD | SAD | SAD |

### Grupo C
Clubes que lideraram o Grupo C ao final de cada rodada:
| 1   | 2 | 3 | 4 | 5 | 6 | 7 | 8 | 9 | 10 | 11 | 12 |
| PAL |   |   |   |   |   |   |   |   |    |    |    |

Clubes que ficaram na lanterna no Grupo C ao final de cada rodada:
| 1   | 2   | 3   | 4   | 5   | 6   | 7   | 8   | 9   | 10  | 11  | 12  |
| FER | FER | FER | FER | FER | FER | NOV | FER | FER | FER | FER | FER |

### Grupo D
Clubes que lideraram o Grupo D ao final de cada rodada:
| 1   | 2   | 3   | 4   | 5   | 6   | 7   | 8   | 9   | 10  | 11  | 12  |
| SAN | SAN | SAN | SAN | SAN | BOT | SAN | SAN | SAN | SAN | SAN | SAN |

Clubes que ficaram na lanterna no Grupo D ao final de cada rodada:
| 1   | 2   | 3   | 4   | 5   | 6   | 7   | 8   | 9   | 10  | 11  | 12  |
| BOT | BOT | MIR | MIR | MIR | MIR | MIR | MIR | MIR | MIR | MIR | MIR |

## Fase final
Em itálico, os times que possuem o mando de campo no primeiro jogo do confronto e em negrito os times classificados.
- Os confrontos das semifinais são definidos de acordo com a classificação geral dos semifinalistas. Numa semifinal o time com a melhor campanha enfrenta o time com a quarta melhor campanha. Na outra, o time com a segunda melhor campanha enfrenta o time com a terceira melhor campanha.

|  | Quartas de final | Quartas de final  | Quartas de final | Quartas de final |       |           | Semifinais       | Semifinais       | Semifinais       | Semifinais       |  |             | Final          | Final          | Final          | Final          |  |  |
|  | 17 a 22 de março | 17 a 22 de março  | 17 a 22 de março | 17 a 22 de março |       |           | 24 a 28 de março | 24 a 28 de março | 24 a 28 de março | 24 a 28 de março |  |             | 1 e 8 de abril | 1 e 8 de abril | 1 e 8 de abril | 1 e 8 de abril |  |  |
|  |                  |                   |                  |                  |       |           |                  |                  |                  |                  |  |             |                |                |                |                |  |  |
|  | São Caetano      | 1                 | 0                | 1                |       |           |                  |                  |                  |                  |  |             |                |                |                |                |  |  |
|  | São Paulo        | 0                 | 2                | 2                |       |           |                  |                  |                  |                  |  |             |                |                |                |                |  |  |
|  | São Paulo        | 0                 | 2                | 2                |       | São Paulo | 1                | 0                | 1 (4)            |                  |  |             |                |                |                |                |  |  |
|  |                  |                   |                  |                  |       | São Paulo | 1                | 0                | 1 (4)            |                  |  |             |                |                |                |                |  |  |
|  |                  | Corinthians (pen) | 0                | 1                | 1 (5) |           |                  |                  |                  |                  |  |             |                |                |                |                |  |  |
|  | Bragantino       | Corinthians (pen) | 0                | 1                | 1 (5) | 3         | 0                | 3                |                  |                  |  |             |                |                |                |                |  |  |
|  | Bragantino       |                   |                  |                  |       | 3         | 0                | 3                |                  |                  |  |             |                |                |                |                |  |  |
|  | Corinthians      | 2                 | 2                | 4                |       |           |                  |                  |                  |                  |  |             |                |                |                |                |  |  |
|  | Corinthians      | 2                 | 2                | 4                |       |           |                  |                  |                  |                  |  | Corinthians | 0              | 1              | 1(4)           |                |  |  |
|  |                  |                   |                  |                  |       |           |                  |                  |                  |                  |  | Corinthians | 0              | 1              | 1(4)           |                |  |  |
|  |                  | Palmeiras         | 1                | 0                | 1(3)  |           |                  |                  |                  |                  |  |             |                |                |                |                |  |  |
|  | Botafogo-SP      | Palmeiras         | 1                | 0                | 1(3)  | 0         | 0                | 0 (1)            |                  |                  |  |             |                |                |                |                |  |  |
|  | Botafogo-SP      |                   |                  |                  |       | 0         | 0                | 0 (1)            |                  |                  |  |             |                |                |                |                |  |  |
|  | Santos (pen)     | 0                 | 0                | 0 (3)            |       |           |                  |                  |                  |                  |  |             |                |                |                |                |  |  |
|  | Santos (pen)     | 0                 | 0                | 0 (3)            |       | Santos    | 0                | 2                | 2 (3)            |                  |  |             |                |                |                |                |  |  |
|  |                  |                   |                  |                  |       | Santos    | 0                | 2                | 2 (3)            |                  |  |             |                |                |                |                |  |  |
|  |                  | Palmeiras (pen)   | 1                | 1                | 2 (5) |           |                  |                  |                  |                  |  |             |                |                |                |                |  |  |
|  | Novorizontino    | Palmeiras (pen)   | 1                | 1                | 2 (5) | 0         | 0                | 0                |                  |                  |  |             |                |                |                |                |  |  |
|  | Novorizontino    |                   |                  |                  |       | 0         | 0                | 0                |                  |                  |  |             |                |                |                |                |  |  |
|  | Palmeiras        | 3                 | 5                | 8                |       |           |                  |                  |                  |                  |  |             |                |                |                |                |  |  |

## Campeonato do Interior

### Grupo A
|  | v d e |

### Grupo B
|  | v d e |

### Confrontos (Troféu do Interior)
|                 | FER | ITU | MIR | PON | RBB | SBN |
| --------------- | --- | --- | --- | --- | --- | --- |
| Ferroviária     | —   |     |     | 0–2 | 3–1 |     |
| Ituano          | 2–2 | —   | 0–2 |     |     |     |
| Mirassol        |     |     | —   |     | 3–1 |     |
| Ponte Preta     |     |     | 2–0 | —   |     |     |
| Red Bull Brasil |     |     |     |     | —   | 2–2 |
| São Bento       |     | 1–2 |     | 3–1 |     | —   |

| Vitória do mandante; Vitória do visitante; Empate. | Em vermelho os jogos da próxima rodada; |

### Final
Jogo de Ida
| 29 de março | Mirassol          | 1 – 1          | Ponte Preta | Estádio José Maria de Campos Maia, Mirassol                    |
| 18:30       | Édson Silva 90+2' | Súmula Borderô | 57' Marciel | Público: 3 797 Renda: R$ 22.045,00 Árbitro: SP Vinícius Furlan |

Jogo de Volta
| 2 de abril | Ponte Preta | 1 – 0          | Mirassol | Estádio Moisés Lucarelli, Campinas                                |
| 20:00      | Emerson 67' | Súmula Borderô |          | Público: 7 072 Renda: R$ 54.320,00 Árbitro: SP Salim Fende Chavez |

## Premiação
| Campeonato Paulista de Futebol de 2018 |
| -------------------------------------- |

| Campeão Paulista 2018            |
| São Paulo                        |
| -------------------------------- |
| Corinthians Campeão (29° título) |

| Campeão do Interior 2018        |
| Campinas                        |
| ------------------------------- |
| Ponte Preta Campeão (6° título) |

## Classificação geral
Os times rebaixados são definidos pela classificação geral e não pela classificação de seus respectivos grupos.
 *Nos oito primeiros apenas os 2 melhores de cada grupo 
|  |                       |
|  | Campeão Paulista      |
|  | Vice-campeão Paulista |

|  |                                 |
|  | Eliminados nas semifinais       |
|  | Eliminados nas quartas de final |

|  |                          |
|  | Campeão do Interior      |
|  | Vice-campeão do Interior |

|  |            |
|  | Rebaixados |

## Artilharia
Atualizado até 29 de março de 2018
| Pos. | Jogador        | Equipe        | Gols |
| ---- | -------------- | ------------- | ---- |
| 1    | Miguel Borja   | Palmeiras     | 7    |
| 2    | Bruno Moraes   | Botafogo-SP   | 5    |
| 2    | Matheus        | Bragantino    | 5    |
| 3    | Rodriguinho    | Corinthians   | 4    |
| 3    | Alisson Safira | Novorizontino | 4    |
| 3    | Gabriel        | Santos        | 4    |
| 3    | Juninho        | Novorizontino | 4    |
| 3    | Wilson         | Linense       | 4    |
| 3    | Dudu           | Palmeiras     | 4    |
| 3    | Keno           | Palmeiras     | 4    |
| 3    | Willian        | Palmeiras     | 4    |

## Seleção do campeonato
| Posição          | Jogador        | Clube       |
| Goleiro          | Jailson        | Palmeiras   |
| Lateral-direito  | Marcos Rocha   | Palmeiras   |
| Zagueiro         | Balbuena       | Corinthians |
| Zagueiro         | Antônio Carlos | Palmeiras   |
| Lateral-esquerdo | Victor Luis    | Palmeiras   |
| Volante          | Felipe Melo    | Palmeiras   |
| Meia             | Rodriguinho    | Corinthians |
| Meia             | Lucas Lima     | Palmeiras   |
| Atacante         | Dudu           | Palmeiras   |
| Atacante         | Borja          | Palmeiras   |
| Atacante         | Gabriel        | Santos      |
| Técnico          | Roger Machado  | Palmeiras   |
| ---------------- | -------------- | ----------- |

- Revelação: Rodrygo (Santos)
- Craque da Galera: Jailson (Palmeiras)
- Craque do Interior: Bruno Moraes (Botafogo-SP)
- Craque do Campeonato: Jailson (Palmeiras)

Fonte:

## Público

### Maiores públicos
Esses são os dez maiores públicos do Campeonato:
- PP. ^ Considera-se apenas o público pagante

### Menores públicos
Esses são os dez menores públicos do Campeonato:
- PP. ^ Considera-se apenas o público pagante

### Média como mandante
| Pos.  | Time            | Média  | Total     | Mandos | Maior  | Menor  |
| ----- | --------------- | ------ | --------- | ------ | ------ | ------ |
| 1     | Palmeiras       | 31.193 | 280.745   | 9      | 41.227 | 22.597 |
| 2     | Corinthians     | 29.128 | 262.155   | 9      | 43.535 | 14.493 |
| 3     | São Paulo       | 19.823 | 158.580   | 8      | 42.830 | 9.226  |
| 4     | Santos          | 11.408 | 91.262    | 8      | 34.448 | 3.816  |
| 5     | Botafogo-SP     | 7.317  | 51.216    | 7      | 18.194 | 2.131  |
| 6     | Mirassol        | 5.075  | 35.523    | 7      | 11.967 | 1.835  |
| 7     | Bragantino      | 4.014  | 28.102    | 7      | 14.153 | 432    |
| 8     | Novorizontino   | 3.751  | 26.254    | 7      | 7.229  | 1.744  |
| 9     | Ponte Preta     | 3.486  | 24.404    | 7      | 5.319  | 1.908  |
| 10    | Santo André     | 3.143  | 18.855    | 6      | 8.318  | 824    |
| 11    | São Bento       | 2.979  | 23.832    | 8      | 8.723  | 1.022  |
| 12    | Linense         | 2.855  | 17.130    | 6      | 5.167  | 646    |
| 13    | Ituano          | 2.723  | 21.783    | 8      | 7.604  | 957    |
| 14    | São Caetano     | 2.693  | 18.850    | 7      | 7.348  | 507    |
| 15    | Ferroviária     | 2.301  | 18.406    | 8      | 3.861  | 929    |
| 16    | Red Bull Brasil | 1.504  | 10.525    | 7      | 7.027  | 196    |
| Total | Total           | 9.071  | 1.097.698 | 121    | 43.535 | 196    |

## Transmissão
A Rede Globo detém todos os direitos de transmissão para a temporada de 2018 pela TV aberta. Até 2016 os direitos de transmissão eram divididos com a Rede Bandeirantes, mas a partir de 2017 a Rede Globo transmite exclusivamente na tv aberta o Paulistão.

### Jogos transmitidos pelaRede Globopara o estado de SP

#### 1ª Fase - 2018
- 1ª rodada - Corinthians 0–1 Ponte Preta - 17 de janeiro (Qua) - 21:45
- 2ª rodada - Botafogo-SP 0–1 Palmeiras - 21 de janeiro (Dom) - 17:00
- 3ª rodada - Mirassol 0–2 São Paulo - 24 de janeiro (Qua) - 21:45
- 4ª rodada - Bragantino 0–2 Palmeiras - 28 de janeiro (Dom) - 17:00
- 5ª rodada - Palmeiras 2–1 Santos - 4 de fevereiro (Dom) - 17:00
- 6ª rodada - São Paulo 1–0 Bragantino - 7 de fevereiro (Qua) - 21:45
- 6ª rodada - Ferroviária 2–2 Santos - 10 de fevereiro (Sáb) - 16:30
- 7ª rodada - Corinthians 0–1 São Bento - 14 de fevereiro (Qua) - 21:45
- 8ª rodada - São Paulo 0–1 Santos - 18 de fevereiro (Dom) - 17:00
- 7ª rodada - Ituano 2–1 São Paulo - 21 de fevereiro (Qua) - 21:45 (jogo adiado por causa do jogo CSA x São Paulo pela Copa do Brasil 2018 no dia 15/02/2018)
- 9ª rodada - São Paulo 0–0 Ferroviária - 25 de fevereiro (Dom) - 17:00
- 10ª rodada - Santos 1–1 Corinthians - 4 de março (Dom) - 17:00
- 11ª rodada - Corinthians 1–0 Mirassol - 7 de março (Qua) - 21:45
- 12ª rodada - São Paulo 3–1 Red Bull Brasil - 11 de março (Dom) - 17:00

#### Quartas de Final 2018
- 1ª rodada(ida) - Bragantino 3–2 Corinthians - 18 de março (Dom) - 16:00
- 2ª rodada(volta) - Palmeiras 5–0 Novorizontino - 21 de março (Qua) - 21:45

#### Semifinal 2018
- 1ª rodada(ida) - São Paulo 1–0 Corinthians - 25 de março (Dom) - 16:00
- 2ª rodada(volta) - Corinthians 1(5)–0(4) São Paulo - 28 de março (Qua) - 21:45

#### Final 2018
- 1ª rodada(ida) - Corinthians 0–1 Palmeiras - 31 de março (Sáb) - 16:30
- 2ª rodada(volta) - Palmeiras 0(3) –(4)1 Corinthians - 8 de abril (Dom) - 16:00

#### Transmissões na tv aberta por time
| Clube           | 1ª fase | (QF, SF e F) | Total |
| --------------- | ------- | ------------ | ----- |
| Corinthians     | 4       | 5            | 9     |
| São Paulo       | 6       | 2            | 8     |
| Palmeiras       | 3       | 3            | 6     |
| Santos          | 4       | 0            | 4     |
| Bragantino      | 2       | 1            | 3     |
| Ferroviária     | 2       | 0            | 2     |
| Mirassol        | 2       | 0            | 2     |
| Botafogo-SP     | 1       | 0            | 1     |
| Ituano          | 1       | 0            | 1     |
| Novorizontino   | 0       | 1            | 1     |
| Ponte Preta     | 1       | 0            | 1     |
| Red Bull Brasil | 1       | 0            | 1     |
| São Bento       | 1       | 0            | 1     |